# Adriano Banchieri

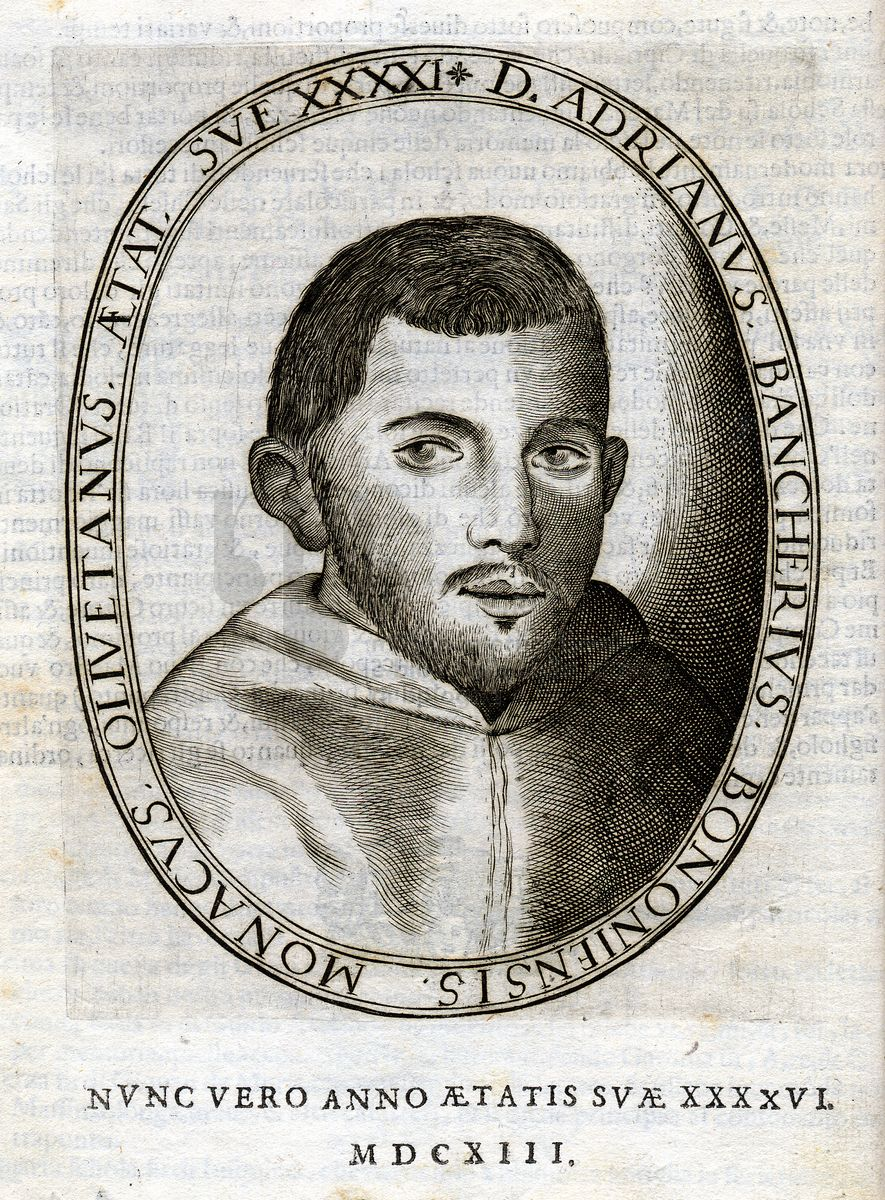
Adriano Banchieri

Adriano Banchieri (Bologna, 3 september 1568 - Bologna, 1634) was een Italiaanse componist en organist. Hij was organist te Imola  van 1600 - 1607 en van het monnikenklooster van San Michele te Bosco, bij Bologna. Hij was de oprichter van de Academia de'floridi in Bologna omstreeks circa 1623.
Hij componeerde onder andere missen, religieuze symfonieën, en concerto's en orgelwerken.
- Bibsys: 2127476
- Biblioteca Nacional de España: XX1142838
- Bibliothèque nationale de France: cb121526432 (data)
- Catàleg d'autoritats de noms i títols de Catalunya: 981058520308706706
- CiNii: DA06856503
- Gemeinsame Normdatei: 118506374
- International Standard Name Identifier: 0000 0001 0884 840X
- Library of Congress Control Number: n81024793
- Nationale Bibliotheek van Letland: 000047583
- MusicBrainz: f781f199-3454-404c-ad08-5ab098888468
- Bibliotheek van het Japanse parlement: 01037231
- Nationale Bibliotheek van Tsjechië: xx0013152
- Nationale bibliotheek van Australië: 36009495
- Nationale Bibliotheek van Israël: 987007273039805171
- Nationale Bibliotheek van Polen: a0000001703127
- Nationale en Universitaire bibliotheek Zagreb: 000047984
- Nederlandse Thesaurus van Auteursnamen: 072821159
- Réseau des bibliothèques de Suisse occidentale: 02-A000015762
- Istituto Centrale per il Catalogo Unico: CFIV026834
- SNAC: w6kd396s
- Système universitaire de documentation: 15353785X
- Trove: 1183509
- Virtual International Authority File: 32034546